# كيفن فرنسيس غراي
كيفن فرنسيس غراي (بالإنجليزية: Kevin Francis Gray)‏ هو فنان أيرلندي، ولد في 1972.